# Flughafen Victoria International

i7
i11
i13
Der Flughafen Victoria International (englisch Victoria International Airport, IATA-Code: YYJ, ICAO-Code: CYYJ)  ist ein internationaler Verkehrsflughafen in der Nähe von Victoria, der Hauptstadt von British Columbia. Er wird besonders von Regionalfluggesellschaften angeflogen, da die vergleichsweise kurzen Start- und Landebahnen keine Großraumflugzeuge zulassen.
Der Flughafen ist ein Platz des National Airports Systems und befindet sich im Eigentum von Transport Canada. Betrieben wird er von der „Victoria Airport Authority“.
2009 wurden 1.532.889 Passagiere abgefertigt und es gab insgesamt 166.615 Flugbewegungen. In den folgenden Jahren setzte sich auch hier der internationale Trend durch, das auf Grund der wirtschaftlichen Gesamtsituation das Aufkommen sank. 2011 wurden mit 141.465 Flugbewegungen 1.499.792 Passagiere transportiert. Im Jahr 2018 wurden mit 121.152 Flugbewegungen 2.048.627 Passagiere transportiert. Damit ist er, nach dem Vancouver International Airport und dem Kelowna International Airport, der nach Passagieren drittgrößte Flughafen in British Columbia.
Im Nordwesten des Flughafengeländes grenzt unmittelbar der Wasserflughafen Victoria Airport Water Aerodrome (IATA-Code: –, ICAO-Code: –, Transport Canada Identifier: CAP5) an.
Ebenfalls am Flughafen finden sich das British Columbia Aviation Museum.

## Geschichte
1914 nahm der Flughafen für militärische Zwecke den Betrieb auf. Zu diesem Zeitpunkt gab es nur eine Graspiste. Da der Flughafen nahe am Wasser liegt, war es damals vorteilhaft, Flugboote abzufertigen. 1948 übernahm das Department of Transport das gesamte Gelände, das sie Victoria (Patricia Bay) Airport nannte. Die kanadische Fluggesellschaft Trans Canada Airlines nahm kurze Zeit später den Flugbetrieb auf. Heute heißt diese Gesellschaft Air Canada.
1952 zog die letzte Maschine der Royal Canadian Air Force ab. Ab 1959 wurde der Flughafen offiziell zum Victoria International Airport umbenannt. Diesen Namen trägt er bis heute.
Im Jahre 1997 folgte dann der letzte Unternehmenswechsel. Transport Canada (ehemals Department of Transport), übernahm den Flughafen und baute ihn aus. So wurde ein komplett neuer Ankunftsbereich gebaut, der mit dem ebenfalls umgestalteten Terminal verbunden wurde. 2005 wurden diese Arbeiten abgeschlossen.

Layout des Flughafens

## Start- und Landebahn
Beim Anflug auf den Flughafen stehen folgende Navigations- und Landehilfen zur Verfügung: NDB, VOR / DME, ILS, PAPI
- Landebahn 03/21, Länge 1532 m, Breite 60 m, Asphalt[9]
- Landebahn 09/27, Länge 2133 m, Breite 60 m, Asphalt[9]
- Landebahn 13/31, Länge 1524 m, Breite 60 m, Asphalt.[9]

## Service
Da der Platz durch Nav Canada als Airport of Entry klassifiziert ist und dort Beamte der Canada Border Services Agency (CBSA) stationiert sind, ist hier eine Einreise aus dem Ausland zulässig.
Am Flughafen sind folgende Flugbenzinsorten erhältlich:
- AvGas  (100LL)
- Kerosin (Jet A-1, Jet B, JP-8)

## Fluggesellschaften
Folgende Fluggesellschaften operieren vom Victoria International Airport aus:
| Linienfluggesellschaften         | Charterfluggesellschaften | Frachtfluggesellschaften |
| -------------------------------- | ------------------------- | ------------------------ |
| Air Canada Jazz/Air Canada Rouge | Alpha Executive Air       | Morningstar Air Express  |
| Air North                        | Canjet                    | Porulator Courier        |
| Air Transat                      | Flair Airlines            |                          |
| Alaska Airlines/Horizon Air      |                           |                          |
| Delta Air Lines                  |                           |                          |
| Island Express Air               |                           |                          |
| Pacific Coastal Airlines         |                           |                          |
| Sunwing Airlines                 |                           |                          |
| Westjet Airlines                 |                           |                          |

## Verkehrszahlen
| Jahr | Fluggastaufkommen | Fluggastaufkommen | Fluggastaufkommen | Luftfracht (Tonnen) | Flugbewegungen (mit Militär) |
| Jahr | National          | International     | Gesamt            | Luftfracht (Tonnen) | Flugbewegungen (mit Militär) |
| ---- | ----------------- | ----------------- | ----------------- | ------------------- | ---------------------------- |
| 2018 | 1.714.235         | 334.392           | 2.048.627         | -                   | 121.152                      |
| 2017 | 1.626.130         | 308.712           | 1.934.842         | 140                 | 123.078                      |
| 2016 | 1.547.108         | 309.313           | 1.856.421         | 127                 | 135.708                      |
| 2015 | 1.414.788         | 296.037           | 1.710.825         | 115                 | 141.374                      |
| 2014 | 1.359.329         | 291.575           | 1.650.904         | 127                 | 146.696                      |
| 2013 | 1.277.097         | 279.863           | 1.556.960         | 141                 | 139.520                      |
| 2012 | 1.238.276         | 267.936           | 1.506.212         | 157                 | 133.128                      |
| 2011 | 1.217.558         | 282.234           | 1.499.792         | 162                 | -                            |
| 2010 | 1.233.357         | 281.356           | 1.514.713         | 165                 | 142.853                      |
| 2009 | 1.268.259         | 264.630           | 1.532.889         | 236                 | 165.509                      |
| 2008 | 1.297.346         | 241.071           | 1.538.417         | 395                 | -                            |
| 2007 | 1.280.300         | 201.306           | 1.481.606         | 395                 | 164.581                      |
| 2006 | 1.245.515         | 144.613           | 1.390.128         | 354                 | 142.256                      |
| 2005 | 1.171.939         | 146.456           | 1.318.395         | 331                 | 147.484                      |
| 2004 | 1.101.502         | 148.474           | 1.249.976         | 420                 | 154.036                      |
| 2003 | 1.052.831         | 129.990           | 1.182.821         | 547                 | 155.734                      |
| 2002 | 987.367           | 114.880           | 1.102.247         | 578                 | 162.764                      |
| 2001 | 1.000.503         | 157.610           | 1.158.113         | 687                 | 178.644                      |
| 2000 | 987.439           | 151.823           | 1.139.262         | 793                 | 172.885                      |
| 1999 | 1.042.942         | 148.532           | 1.191.474         | 806                 | 180.004                      |
| 1998 | 1.071.361         | 142.868           | 1.214.229         | 829                 | 177.358                      |
| 1997 | 969.007           | 134.006           | 1.103.013         | -                   | -                            |

## 443 Maritime Helicopter Squadron
Auf dem Flughafen ist die „443 Maritime Helicopter Squadron“ des „12 Wing“ der Royal Canadian Air Force stationiert. Die Helikopter vom Typ Sikorsky CH-148 Cyclone der Staffel werden hauptsächlich für die Verwendung auf Schiffen der kanadischen Marine betrieben.